# Бен Гордон
Бен Гордон (енгл. Ben Gordon; Лондон, 4. април 1983) је бивши британско-амерички кошаркаш. Играо је на позицији бека.

## Успеси

### Појединачни
- Шести играч године НБА (1): 2004/05.
- Идеални тим новајлија НБА — прва постава: 2004/05.